# 拉尔什 (上普罗旺斯阿尔卑斯省)
拉尔什（法語：Larche，法語發音：[laʁʃ]）是法国上普罗旺斯阿尔卑斯省的一个旧市镇，属于巴瑟洛内特区。2016年，拉尔什与市镇梅罗讷合并为新市镇瓦勒多罗奈。

## 地理
拉尔什（44°27'5"N, 6°50'48"E）面积68.86 平方千米，位于法国普罗旺斯-阿尔卑斯-蓝色海岸大区上普罗旺斯阿尔卑斯省，该省份为法国东南部内陆省份，北起上阿尔卑斯省，西接沃克吕兹省，西北接德龙省，南至瓦尔省，东临滨海阿尔卑斯省，东北部与意大利接壤。
与拉尔什接壤的市镇（或旧市镇、城区）包括：若西耶、梅罗讷、蒂内河畔圣艾蒂安、阿真泰拉、阿切廖。

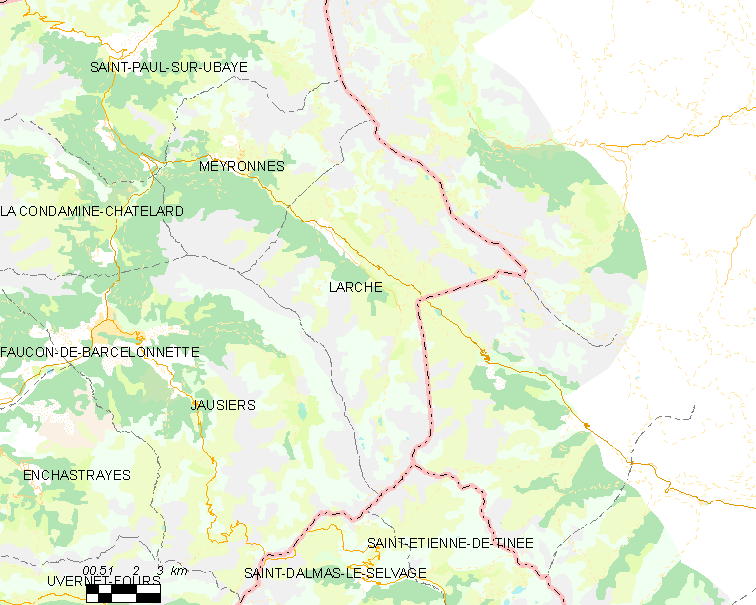
的OSM定位图

拉尔什的时区为UTC+01:00、UTC+02:00（夏令时）。

## 行政
拉尔什的邮政编码为04540，INSEE市镇编码为04100。

## 政治
拉尔什所属的省级选区为巴瑟洛内特县。

## 人口

1962-2008年间人口变化图示

拉尔什于2018年1月1日时的人口数量为57人。